# Apanteles tedellae
Apanteles tedellae är en stekelart som beskrevs av Nixon 1961. Apanteles tedellae ingår i släktet Apanteles och familjen bracksteklar. Arten är reproducerande i Sverige. Inga underarter finns listade i Catalogue of Life.